# Heimatmuseum Rheiderland

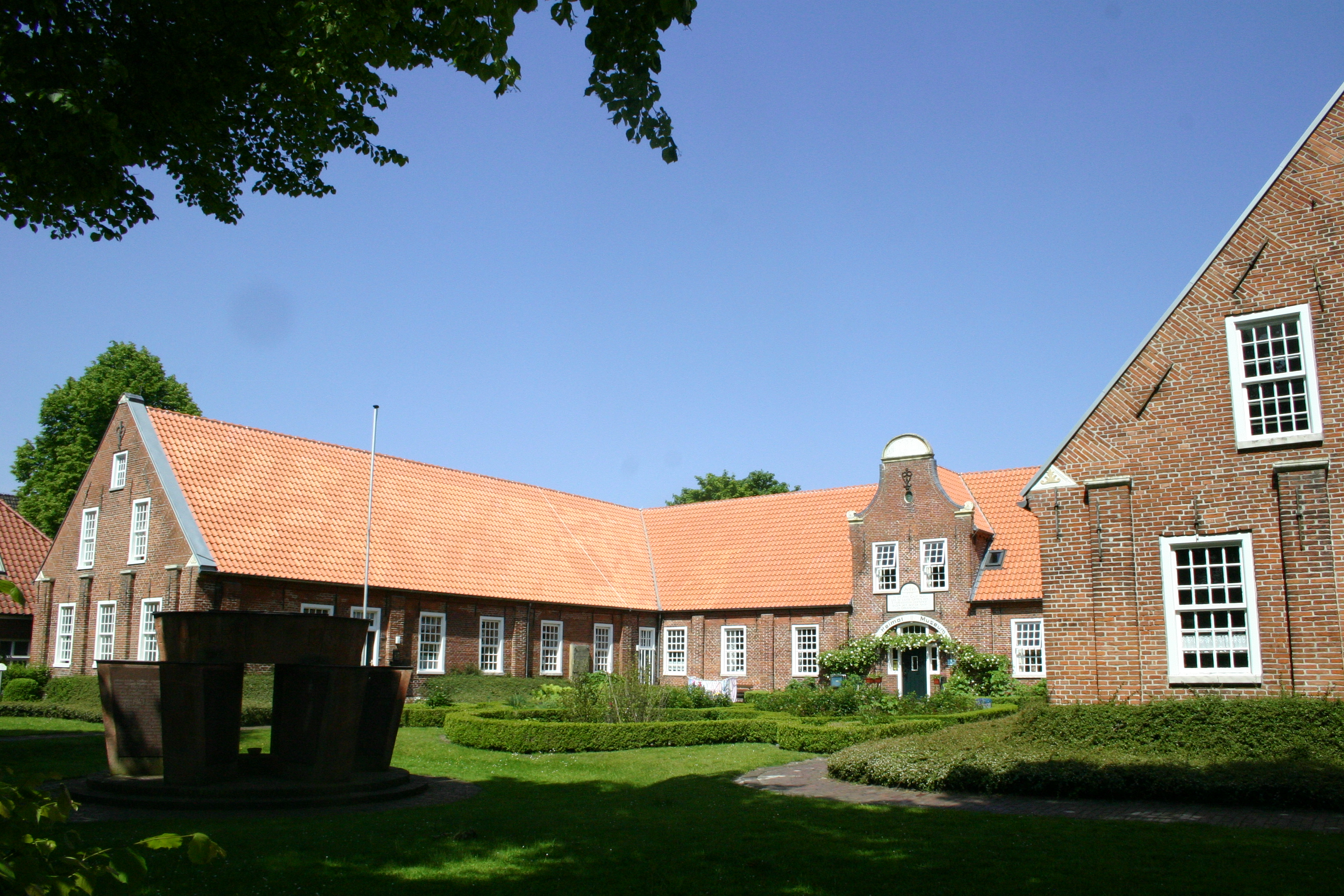
Heimatmuseum Weener, früher Armenhaus

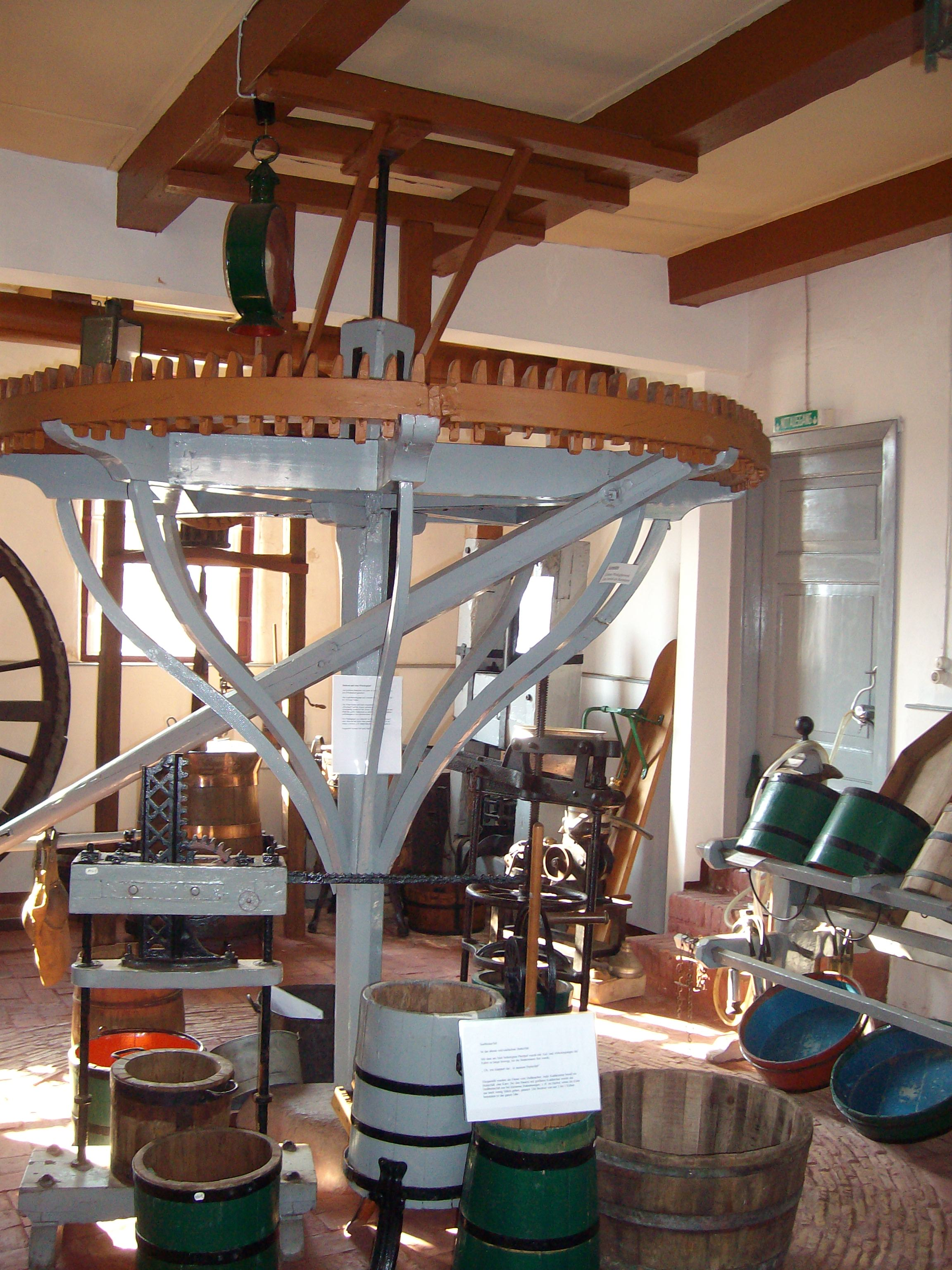
Geräte zur Butterherstellung

Das Heimatmuseum Rheiderland mit Sitz im ehemaligen Armenhaus der ostfriesischen Stadt Weener widmet sich in 14 Abteilungen der Geschichte des Rheiderlandes. Seit Mai 1997 unterhält das Haus mit dem Dollartmuseum in Bunde eine Zweigstelle. Das Museum ist Mitglied im Museumsverbund Ostfriesland. 
Gezeigt wird die Entwicklungsgeschichte der Region von der Steinzeit bis zur Gegenwart. Ein Schwerpunkt liegt auf der Wirtschaftsgeschichte, vor allem auf dem Ziegeleiwesen und der Landwirtschaft. Bedeutendstes Ausstellungsstück ist der im 16. Jahrhundert entstandene Altaraufsatz der ältesten Kirche des Rheiderlandes, der Liudgeri-Kirche in Jemgum-Holtgaste.

## Geschichte
Das Gebäude, in dem das Museum untergebracht ist, ließ die Stadt Weener im Jahre 1791 nach holländischem Vorbild als Armenhaus errichten. Die Gründung des Museums geht zurück auf eine Initiative des 1919 gegründeten Heimatvereins Rheiderland. Dieser stellte seine umfänglichen Sammlungen ab 1926 im Gemeinschaftsraum des inzwischen als Altersheim genutzten Armenhauses und später im Haus Kempe an der Neuen Straße aus. 1946 zog der Verein mit dem Museum in den Ostflügel des Altersheims. Mehrfach baute das Museum seine Räumlichkeiten aus und nutzt heute einen Großteil des Gebäudes für Ausstellungen. Das Altersheim bezog ein neues Gebäude.

## Dauerausstellung

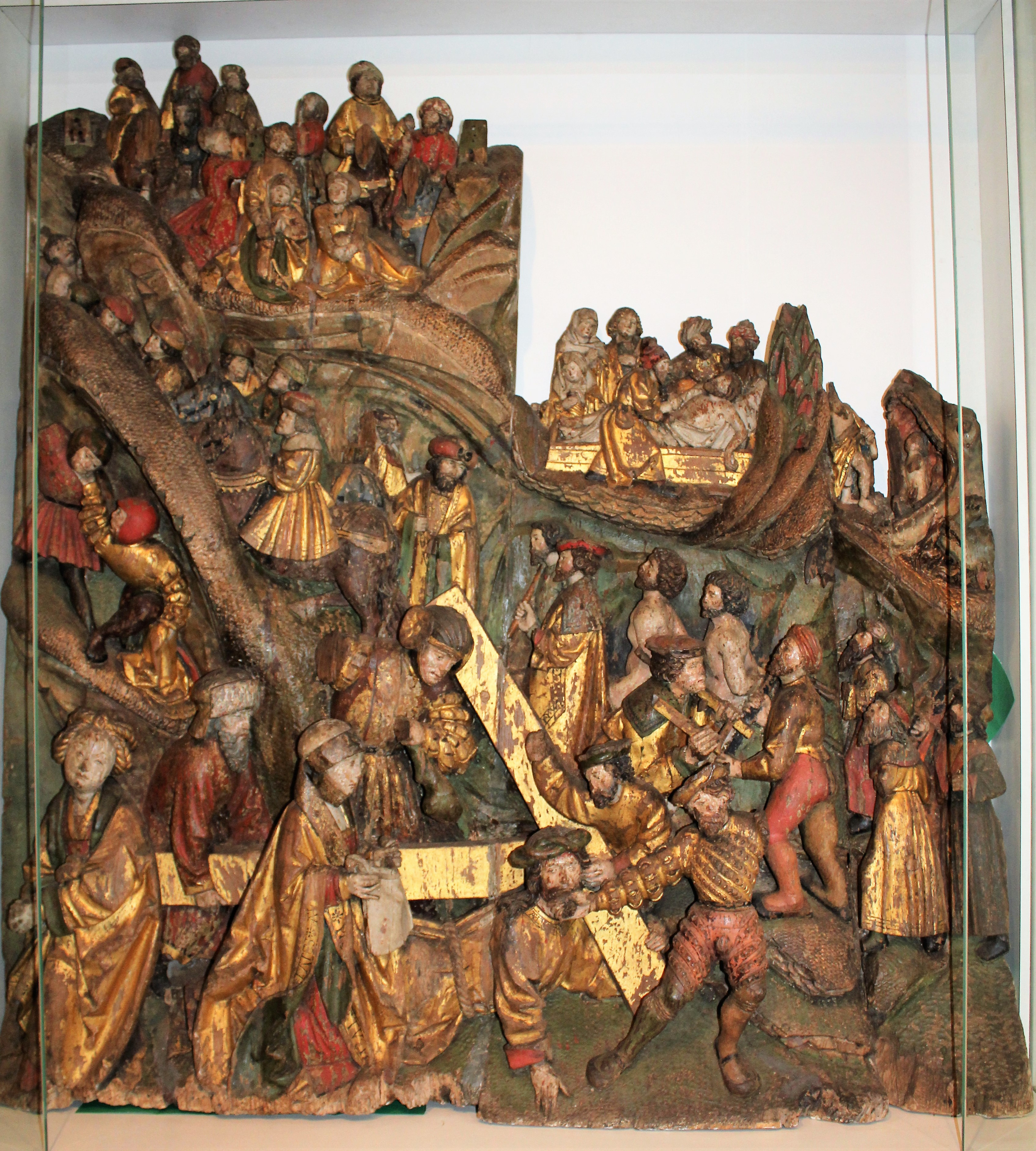
Altarfragment aus Holtgaste

Das Museum zeigt auf etwa 1500 Quadratmetern Ausstellungsfläche fast ausschließlich aus dem Rheiderland stammende Objekte. Schwerpunkte sind die Bereiche Archäologie, Landwirtschaft und Handwerk. Zu sehen sind die Ergebnisse der Grabungen in Jemgum, Boomborg, Hatzum und Weener. Im Bereich Handwerk widmet sich das Museum der Geschichte der einst 30 Ziegeleien. Zu sehen sind auch die Werkstatt des letzten ostfriesischen Nagelschmieds und erst vor wenigen Jahrzehnten aufgegebene Werkstatteinrichtungen. 
Den im Museum gezeigten spätgotischen Holtgaster Altar beschaffte die Holtgaster Kirchengemeinde unmittelbar vor den Wirren der Reformation. Als er geliefert wurde, hatte die Gemeinde keine Verwendung mehr für ihn, so dass sie ihn im Kellergewölbe der Kirche aufstellte. Dort wurde er 1926 entdeckt und direkt ins Museum gebracht. Sein Schöpfer ist unbekannt.
Die mehr als 7000 Titel zählende Bibliothek des Heimatvereins umfasst Werke der Wirtschafts- und Kirchengeschichte, der Vorgeschichte und der Geschichte der Friesen, Schriften zur Genealogie und Heraldik, Jahrbücher, Almanache, Protokolle, Urkunden, Festschriften und Biografien aus dem 16. Jahrhundert bis heute.